# Ruta Estatal de California 262
La Ruta Estatal de California 262, abreviada SR 262 (en inglés: California State Route 262) es una carretera estatal estadounidense ubicada en el estado de California. La carretera inicia en el Sur desde la I 880     en Fremont en sentido Norte hasta finalizar en la I 680     en Fremont. La carretera tiene una longitud de 1,7 km (1.070 mi).

## Mantenimiento
Al igual que las autopistas interestatales, y las rutas federales y el resto de carreteras estatales, la Ruta Estatal de California 262 es administrada y mantenida por el Departamento de Transporte de California por sus siglas en inglés Caltrans.